# Tyszki-Wądołowo
Tyszki-Wądołowo est un village du nord-est de la Pologne. Il est situé dans la commune de Kolno (Powiat de Kolno, voïvodie de Podlachie).
Il a été fondé au XIVe siècle.
La population de Tyszki-Wądołowo était de 84 habitants en 2006.